# Atlas of Peculiar Galaxies
Atlas of Peculiar Galaxies je astronomický katalog obsahující pekuliární (neobvyklé) galaxie, který sestavil a v roce 1966 v Kalifornském technologickém institutu zveřejnil Halton Arp. Obsahuje 338 položek s fotografiemi každého objektu. Objekty jsou v katalogu uspořádané do skupin podle zvláštností v jejich tvaru.